# ابراهیم بن ولید
ابراهیم بن ولید (۱۲۶-۱۲۷ ه.ق) خلیفه‌ای از خلفای اموی بود؛ او مدت کوتاهی در سال ۷۴۴ میلادی خلافت کرد، و پس از آن از ترس رقیبان و دشمنان سیاسی، خلافت را واگذاشت؛ مروان بن محمد که اوضاع را برای بازگرداندن خلافت به موقعیت قبلی آماده دید به سمت دمشق حرکت کرد و با درگیری که در صفر سال ۱۲۷ انجام شد سپاه دمشق را شکست داد. او برای حکم و عثمان، کسانی که ولید بن یزید آنها را جانشین خود کرده بود بیعت گرفت. اما تا هنگام پیروزی او، این دو نفر که در زندان بودند کشته شدند و مردم بالاجبار با خود مروان بن محمد بیعت کردند. شاید برای اینکه بیعت او را مشروع جلوه دهند، اعلام کردند که حکم و عثمان در زندان، ضمن شعری مروان را به عنوان جانشین خود تعیین کرده‌اند. بدین ترتیب بود که آخرین خلیفه اموی بر سر کار آمد.